# Lacho z rodu Ha
Lacho z rodu Ha (1959) je dobrodružný román pro mládež polského spisovatele Mariana Bieleckiho. Spisovatel v něm seznamuje čtenáře s životem v Tibetu po otevření silnice z Číny do Lhasy roku 1955 a v souladu s komunistickou ideologií a v intencích socialistického realismu popisuje, jak tamější obyvatelé, věrni svým odvěkým zvykům a (dle jeho názoru) i pověrám, žili do té doby primitivním způsobem, který se mění k lepšímu díky čínské revoluci.

## Obsah románu
Hrdinou románu je syn pastevce Bhemy z rodu Ha, Lacho, který je v deseti letech donucen odejít do jednoho z tibetských klášterů, aby se stal lámou. Zažije tam však takovou spoustu ústrků a tělesných trestů, že po dvou letech uprchne. Domů se vrátí ve chvíli, kdy jeho otec umírá. Hlavou rodiny se stane Lachův strýc Agu Dava, který jej nemá rád. Zúčastní se proto raději výpravy jedoucí pro sůl k vysoko položeným solným jezerům. Při návratu jsou přepadeni bandity, podaří se jim nad nimi zvítězit a jednoho zajmout. Ten jim sdělí, že se blíží Číňané, kteří staví velkou silnici.
Po návratu domů Lacho zjistí, že jeho rod byl již informován o jeho útěku z kláštera. Je obviněn, že tím rod oklamal a potupil a hrozí mu trest. Opět tedy uprchne a stane se poháněčem jaků v karavanách. Pozná kus světa a nakonec málem zahyne během zimní sněhové bouře uprostřed pustých hor. Naštěstí je zachráněn obyvateli jedné vesnice. Na jaře se vydá do Lhasy a odtud s další karavanou na místo, kde je již hotová čínská silnice pro auta. 
Kniha končí Lachovým snem, že se stane poháněčem „železného draka", tedy auta, a že i po celém Tibetu se brzy rozjedou železní draci a přinesou mu pokrok.

## Česká vydání
- Lacho z rodu Ha, SNDK, Praha 1964, přeložila Helena Stachová.